# Vale TV
Valores Educativos Televisión, más conocida por su acrónimo de Vale TV, es un canal de televisión abierta venezolano de programación cultural y educativa, fundado el 4 de diciembre de 1998. Tiene su sede en Caracas, y transmite su señal en el canal 5 VHF. Es operado por el Arzobispado de Caracas.

## Historia
Vale TV es el sucesor de "Televisora Nacional", llamada comúnmente como canal 5, que solo se emitía en Caracas. El canal 5 había desaparecido como tal en el gobierno de Rafael Caldera y las repetidoras eran aprovechadas para transmitir Venezolana de Televisión, el otro canal público. 
Canal 5 sólo ofrecía una desconexión para transmitir los partidos de los Leones del Caracas del béisbol profesional venezolano. Caldera le cedió el canal 5 a la Iglesia católica venezolana poco antes de que Hugo Chávez hubiese sido electo presidente, siendo rebautizado como Vale TV. Debido a la inexperiencia de la iglesia en el mundo televisivo, decidió que el canal fuera administrado por las Organización Cisneros del empresario Gustavo Cisneros. En diciembre de 2005 el estado anunció la revocación del uso a la iglesia.
El canal posee una estructura jurídica independiente (Asociación Civil sin fines de lucro), desde sus inicios recibió el apoyo económico y la asesoría legal técnica de las tres cadenas de televisión privadas de Venezuela: RCTV (Hoy cerrado en 2007), Venevisión y Televen, quienes conformaron la Asociación Privada de la Televisión (ASOTV), totalmente independiente de Vale TV.

## Programación
La misión del canal es contribuir con el desarrollo cultural del país ante la falta evidente de un canal de este estilo, teniendo en cuenta que no compite por el rating. Teniendo programas que den contenidos sobre historia, arte, ciencia, geografía, tecnología, búsqueda de información y tendencias universales contemporáneas.
El canal se dirige a un público mixto que representa un abanico de las diferentes generaciones y capas sociales; con amplitud en sus contenidos Vale TV ha logrado posicionarse en los estratos socioeconómicos C, D y E, donde se concentra el 91% de la audiencia de este canal.
Sus transmisiones se caracterizan por documentales extranjeros de Discovery Channel, National Geographic, BBC de Londres, TVE de España, Deutsche Welle Y ZDF de Alemania, Canal Once de México, RTVC de Colombia, y PBS de EE. UU.,
Con los años, gracias al apoyo de entes públicos y privados, ha logrado desarrollar documentales hechos en el país, para explotar la cultura nacional, el folclore, y las costumbres venezolanas.
Desde el año 2001, se retransmite el Festival de la Canción de Eurovisión con los comentarios de RTVE.

## Galardones
| El Consejo del Municipio Libertador a través de la Comisión Permanente de Cultura. Premio Municipal de Periodismo Científico "Arístides Bastidas" Mención Televisión. 1999 | CECODAP. Premio Rafael Ángel García VIII, a VALETV como canal de TV |
| Alianza para una Venezuela sin Drogas. 1999 –2000 | PROMAX de Plata en la categoría a Mejor Redacción de Promoción, 2002 |
| Conferencia Episcopal Venezolana. Comisión Episcopal de Medios de Comunicación Social. XII Edición Premio Monseñor Pellín. Canal Cultural del Año. 2001 | Fundana. Reconocimiento VALETV. 2003 |
| Consejo Municipal del Municipio Autónomo Sucre. Condecoración Municipal Conservación Ambiental. 2001 | Museo de Ciencias. Reconocimiento VALETV 2003 |
| Alianza para una Venezuela sin Drogas. 2000 -2001 | Fundación Musa de Oro. Premio a VALETV como Canal de TV Cultural Recreativo del Año en Venezuela. 2003                                                                               |
| Centro Nacional de Investigación Científica. Festival Internacional de la Imagen y La Ciencia, por material de "Auguste Morisot". 2001 | El Consejo del Municipio Libertador a través de la Comisión Permanente de Cultura. Premio Municipal de Periodismo Científico " Arístides Bastidas" Mención Televisión. 2003          |
| Alianza para una Venezuela sin Drogas. 2001-2002 | Gobernación de Miranda. Premio Regional de Periodismo “ Presbítero Dr. Nicanor Rivero”. Mención Medio Televisivo. 2003                                                               |
| El Consejo del Municipio Libertador a través de la Comisión Permanente de Cultura. Otorga Reconocimiento Equipo Periodístico del Programa "Científicos". Premio Municipal de Periodismo Científico "Arístides Bastidas". Mención Televisión. 2001                                         | Asociación Civil “ Asamblea de Educación”. Premio Nacional Alternativo de Periodismo por la Democracia, la Libertad, la Paz y la Tolerancia. Mención especial Medio Televisivo. 2003 |
| Fundación Alzheimer de Venezuela. Otorga a VALETV distinción por su invalorable apoyo a la labor que realiza la institución. 2001 | Organización Quetzal Internacional. Reconocimiento a VALETV. Mención Especial Medios de Comunicación por la Unidad de Venezuela. 2003                                                |
| Conferencia Episcopal Venezolana. Comisión Episcopal de Medios de Comunicación Social. XIII Edición Premio Monseñor Pellín. Documental del Año en TV: Armando Reverón, el lugar de los objetos. 2002                                                                                      | Museo de Ciencias. Reconocimiento a VALETV por sus 5 años transmitiendo una excelente programación. 2003                                                                             |
| Conferencia Episcopal Venezolana. Comisión Episcopal de Medios de Comunicación Social. XIII Edición Premio Monseñor Pellín. Esfuerzo Mediático del Año. 2002 | Fundación Alzheimer de Venezuela. Otorga a VALETV diploma en testimonio a su invalorable contribución para la realización de nuestras actividades. 2003                              |
| Ministerio de Educación, Cultura y Deporte y el Ministerio de Infraestructura. Reconocimiento a VALETV por su perseverante y valiosa dedicación a favor de acciones orientadas al desarrollo de programas dirigidos a crear conciencia ciudadana sobre Prevención en Seguridad Vial. 2002 | |
| Consejo Legislativo del Edo. Miranda y la Sociedad Ambientalista del Edo. Miranda. Reconocimiento por destacada labor e Pro de la Defensa del Ambiente. 2002 | |
| Provita. Por su invalorable compromiso y responsabilidad con la conservación de la Biodiversidad venezolana, y por su contribución como aliado en nuestro fortalecimiento institucional, 2002                                                                                             | |
| Alcaldía de Chacao en convenio con Fundación CERJOVEN. Otorga a VALETV reconocimiento desarrolló un aporte para la juventud. 2002 | Centro Nacional de Investigación Científica. Festival Internacional de la Imagen y La Ciencia, otorga reconocimiento a VALETV por documental “Cacao: Alimento de los Dioses ". 2003  |
| Fundación Venezolana Pro-Cura de la Parálisis. 2002 | Orden Universidad Central de Venezuela. 2003 |
| Fospuca. Otorga VIII Premio Anual de Periodismo Fospuca. Mención especial a VALETV 2002 | Premio Caracol de Plata. 2004 |